# Ștun, Liuboml
Ștun (în ucraineană Штунь) este localitatea de reședință a comunei Ștun din raionul Liuboml, regiunea Volînia, Ucraina.

## Demografie
Componența lingvistică a localității Ștun
     Ucraineană (99,45%)
     Alte limbi (0,55%)
Conform recensământului din 2001, majoritatea populației localității Ștun era vorbitoare de ucraineană (99,45%), existând în minoritate și vorbitori de alte limbi.